# DAStietz

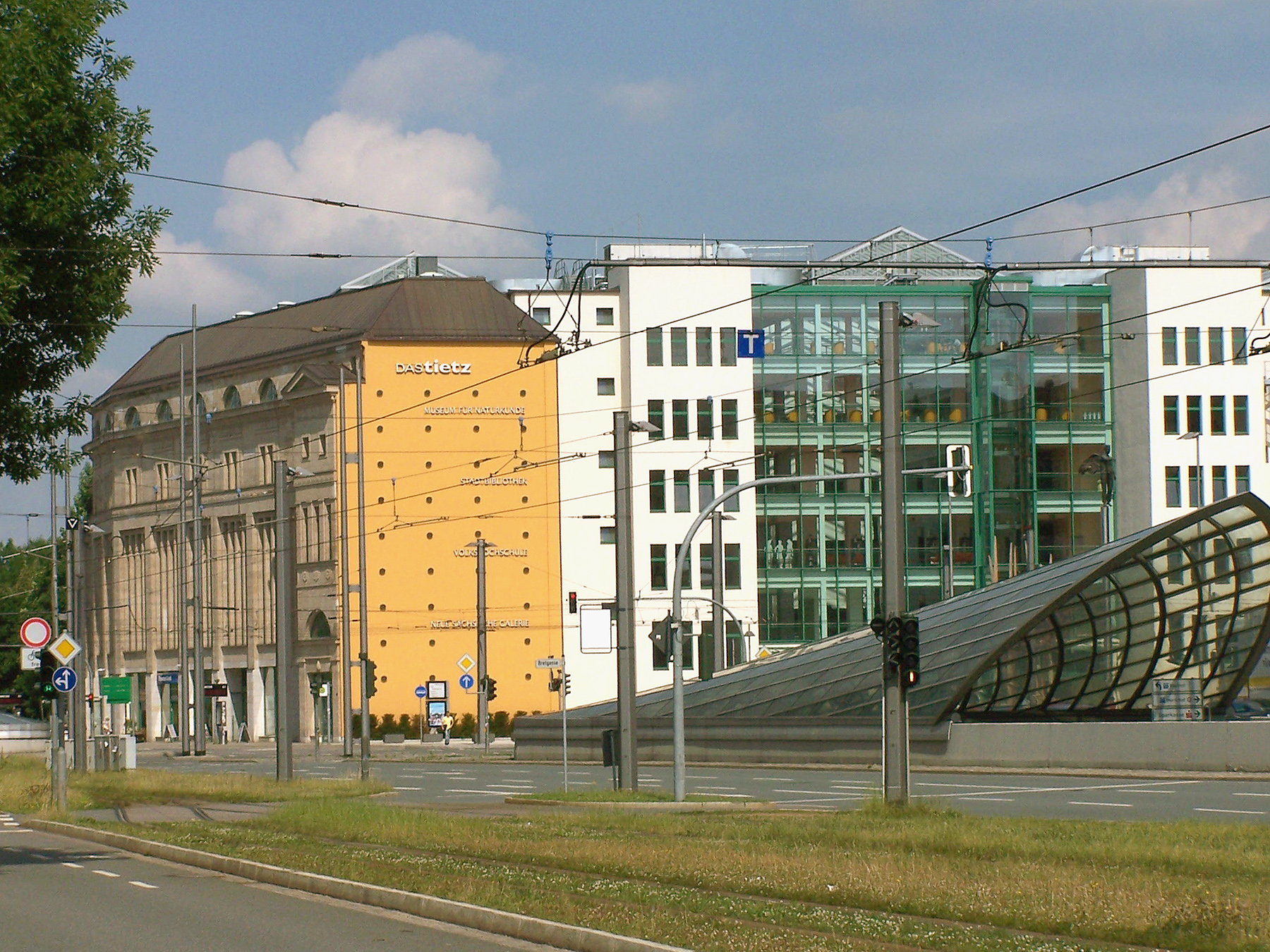
Kulturkaufhaus DAStietz

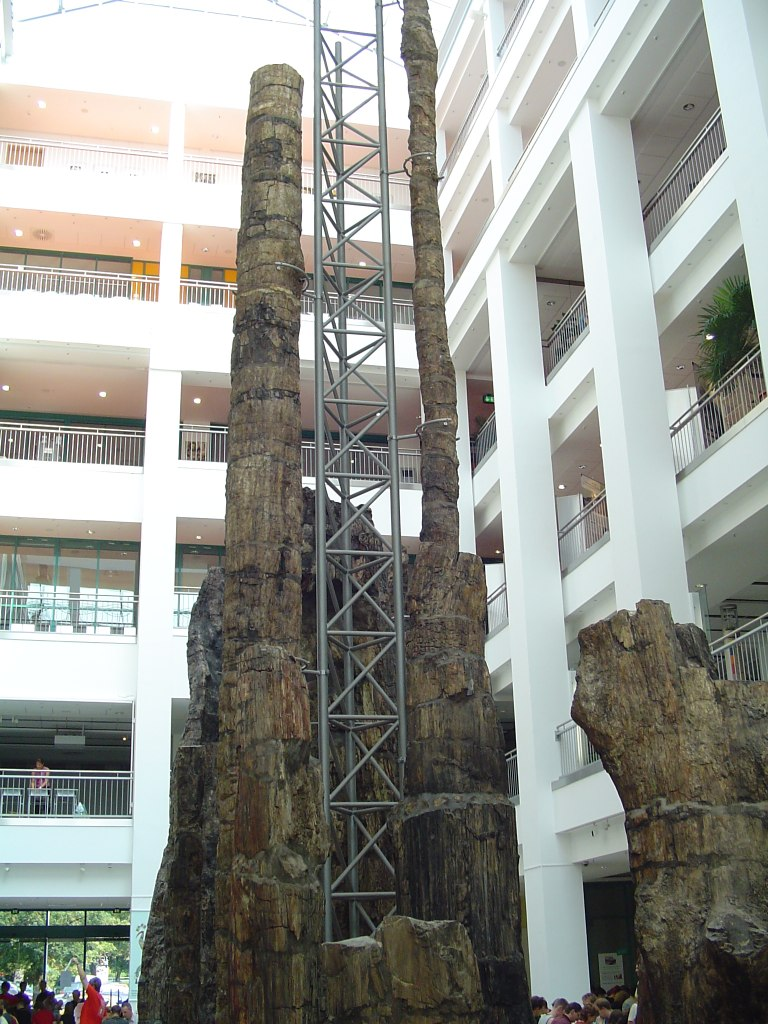
Versteinerte Bäume im Innenhof

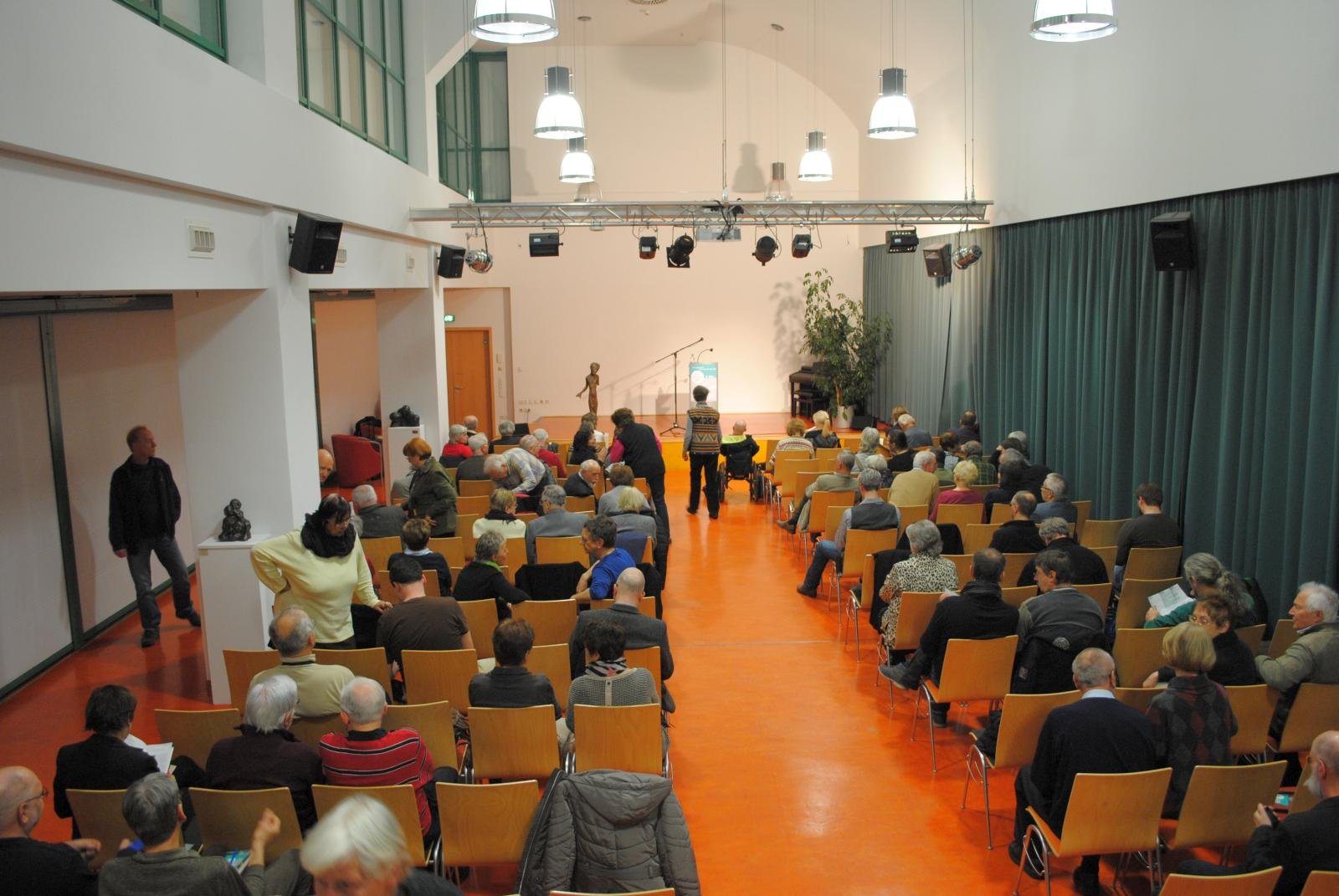
Veranstaltungssaal

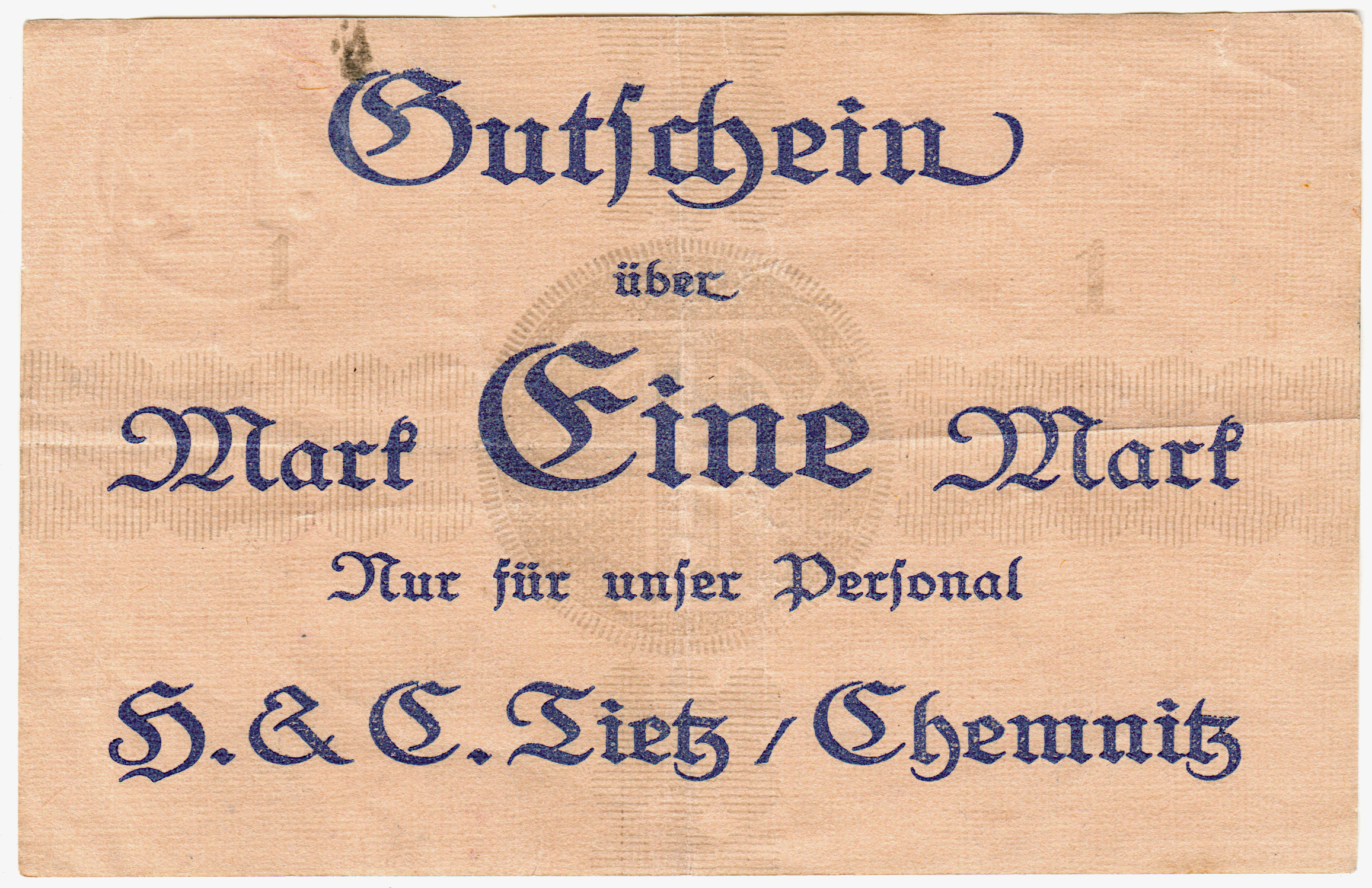
Gutschein von H. & C. Tietz

DAStietz (gesprochen „Das Tietz“) ist ein Kulturzentrum in Chemnitz, das auch den Titel „Kulturkaufhaus“ trägt. In dem 1913 von Wilhelm Kreis erbauten ehemaligen Kaufhaus Tietz sind seit 2004 auf rund 20.000 Quadratmetern Gewerbefläche eine Volkshochschule, die Stadtbibliothek Chemnitz, das Museum für Naturkunde Chemnitz, die Neue Sächsische Galerie sowie einige Geschäfte und Cafés untergebracht. Die städtischen Mieter belegen rund 17.000 Quadratmeter. Im großen Lichthof befindet sich der Versteinerte Wald, das größte Pflanzenfossil Europas. „DAStietz“ ist eine seit Januar 2004 eingetragene Wortmarke der Stadt Chemnitz.

## Geschichte
Das Gebäude wurde 1912 bis 1913 von Wilhelm Kreis als Warenhaus der H. & C. Tietz AG errichtet. Der Stahlbeton-Skelettbau mit seinen drei Lichthöfen war für damalige Verhältnisse sehr modern und besaß ein aufwändiges Interieur. Zu Spitzenzeiten beschäftigte das Warenhaus bis zu 1200 Angestellte und Arbeiter. Daher wurde bereits 1926–1927 ein von Erich Basarke entworfener Erweiterungsbau errichtet.
Das Warenhaus wurde am 8. November 1938 von den Nazis geschlossen, da die Eigentümer-Familie Tietz und ihre leitenden Mitarbeiter Juden waren. Der Direktor Hermann Fürstenheim wurde während der Novemberpogrome 1938 von SA- und SS-Leuten in seinem Wohnhaus erschossen.
In der folgenden Zeit wurde das Innere des Warenhauses umgebaut und hauptsächlich zu Lagerzwecken genutzt. In den Kellerräumen befand sich während des Zweiten Weltkriegs ein Marinelager der Wehrmacht. Bei den alliierten Bombenangriffen auf Chemnitz am 5. März 1945 wurde das Gebäude getroffen und brannte weitgehend aus, nur Basarkes Erweiterungsbau blieb unversehrt. Das Marinelager im Keller, in dem sich hauptsächlich Kleidung befand, und das vom Brand verschont blieb, wurde anschließend durch die Zivilbevölkerung geplündert.
Nach Kriegsende erkundigte sich Anfang August 1945 ein Beauftragter der Bezirkswirtschaftskammer bei Oberbürgermeister Kurt Wuthenau, ob die Stadt das ehemalige Warenhaus H. & C. Tietz als Anziehungspunkt der Gebirgler wieder eröffnet, zumal die Schäden im Verhältnis gering wären. In einer Gesprächsrunde in Dresden mit Rudolf Friedrichs (Präsident der Landesverwaltung Sachsen), Gustav Leißner (Rechtsanwalt in Chemnitz) und Walter Müller (Volkswirt und Ratsmitglied in Chemnitz) wurde beschlossen, dass die Stadt Chemnitz das Grundstück beschlagnahmen soll. Mit dem Ausbau des Erweiterungsbaus wurde der Chemnitzer Architekt Heinz Lieberwirth beauftragt. Schon am 3. Dezember 1945 konnte dort das Erzgebirgische Warenhaus (ERWA) mit einer Belegschaft von zunächst 80 Mitarbeitern unter der Losung „Chemnitz baut auf!“ noch für das Weihnachtsgeschäft eröffnet werden. 1949 wurde die Immobilie verstaatlicht und als Konsum-Kaufhaus weitergenutzt. 1957 beschloss der Rat des Bezirks und Rat der Stadt Karl-Marx-Stadt unter Max Müller und Walter Buchheim den Wiederaufbau der ausgebrannten Ruine. Geplant waren die Rekonstruktion und der Umbau zu einem modernen Volkseigenen Kaufhaus bis 1961. Ausgeführt wurde das Bauvorhaben mit einem Volumen von 13,2 Millionen Mark jedoch erst 1960–1963. Am 28. März 1963 wurde das HO-Warenhaus Zentrum als Centrum Warenhaus der HO eröffnet. Mit 10.500 m² Verkaufsfläche, die sich auf 24 Abteilungen in vier Etagen verteilten, gehörte es zu den größten und modernsten Kaufhäusern der DDR. Als zweite Filiale in Chemnitz diente das ehemalige Chemnitzer Kaufhaus Schocken, das Sortiment wurde auf beide Filialen verteilt.
Nach der Wende erwarb die Kaufhof AG das Kaufhaus und führte es bis 2001 gemeinsam mit dem Schocken als Kaufhaus weiter. Die Aufteilung der Abteilungen auf die beiden Filialen wurde nahezu unverändert beibehalten. Bis 2004 ließ der Eigentümer das Gebäude aufwändig sanieren. Inzwiswchen wird es als Kulturkaufhaus genutzt. Im Jahr 2020 wurde im Tietz das Stefan-Heym-Forum als Forschungs- und Ausstellungszentrum eingerichtet.

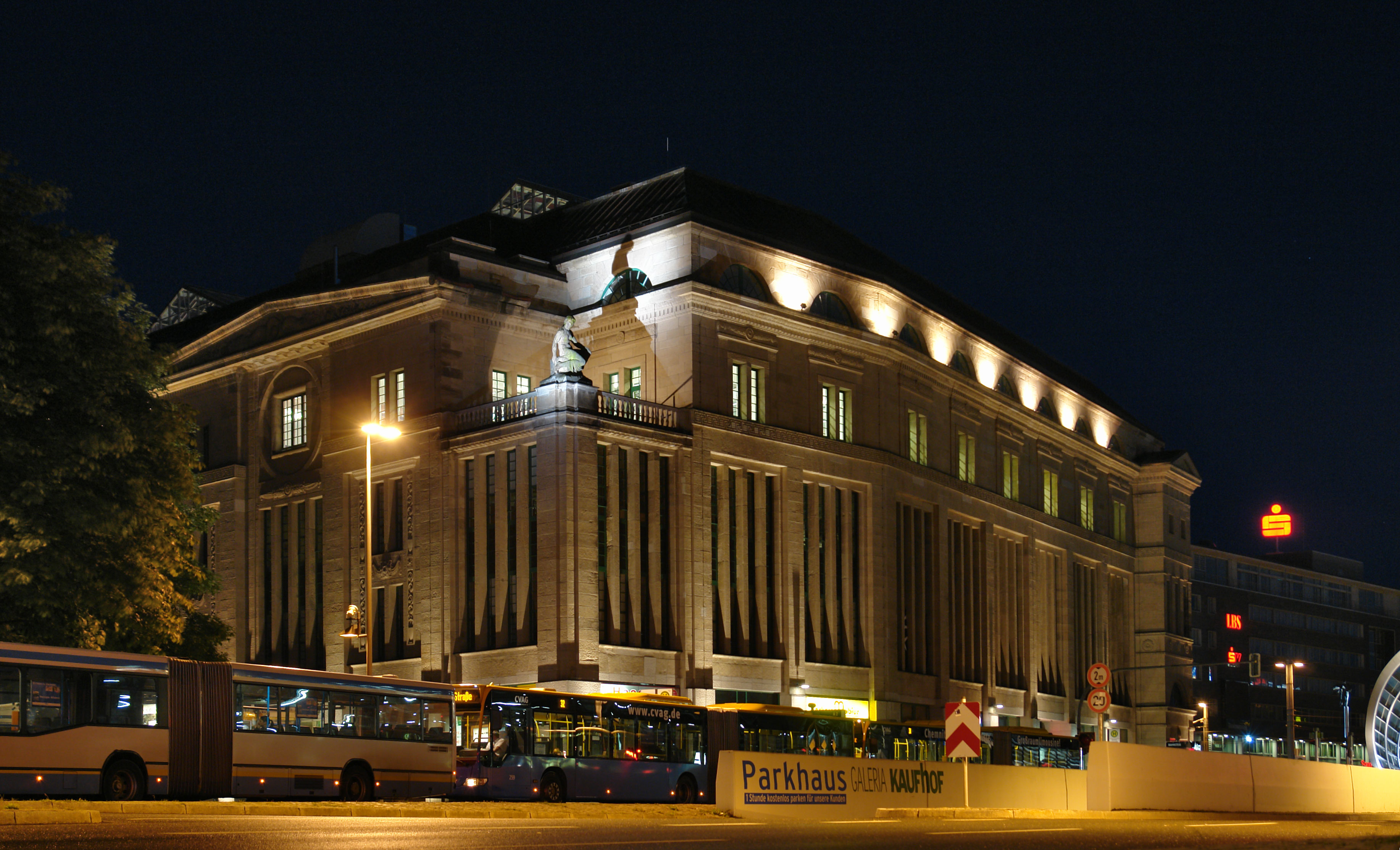
Fassade des Tietz mit beleuchteter Skulptur
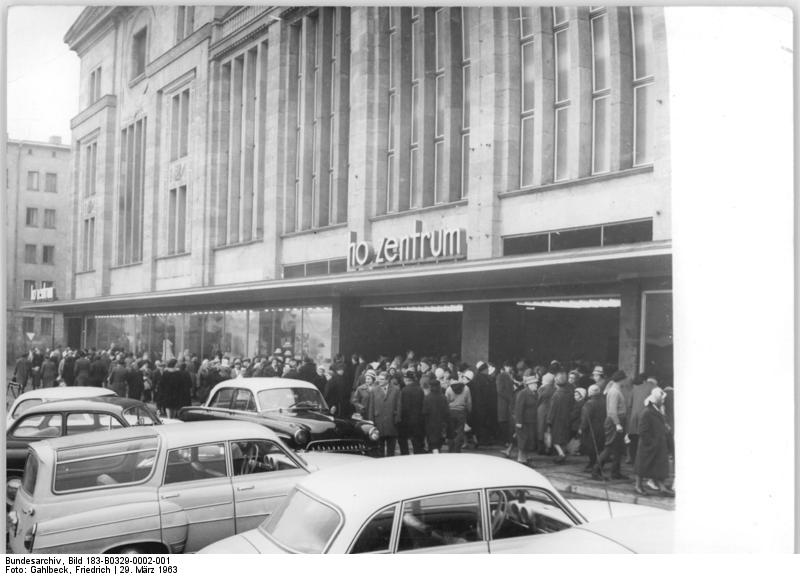
HO-Warenhaus Zentrum einen Tag nach der Eröffnung 1963
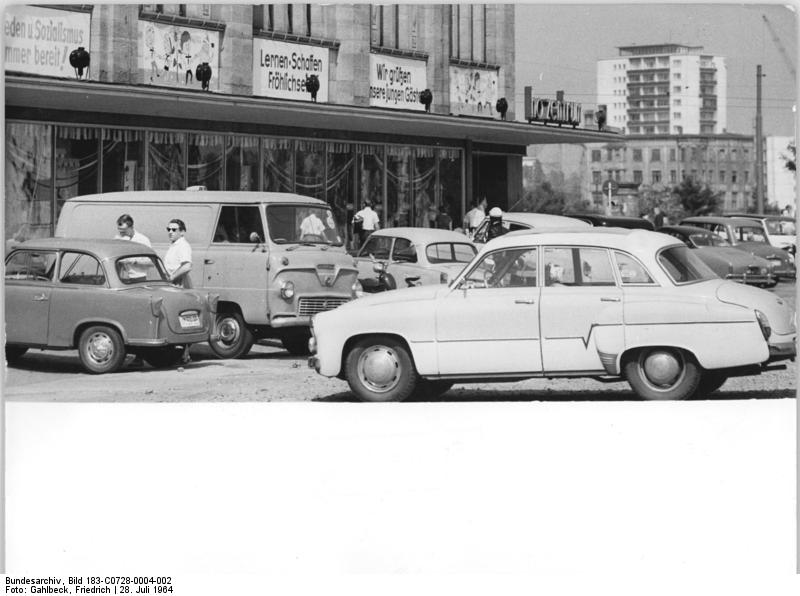
HO-Warenhaus Zentrum 1964, dekoriert für das V. Pioniertreffen
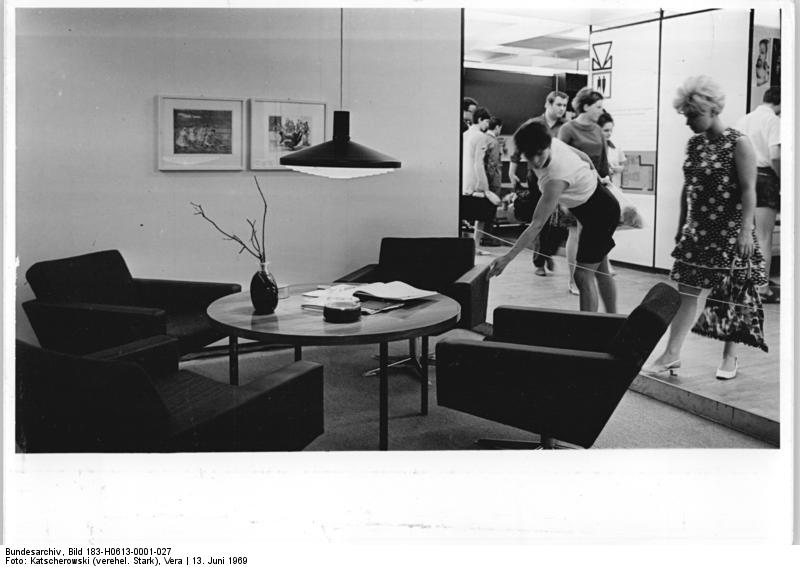
Möbelausstellung 1969 zu den 11. Arbeiterfestspielen
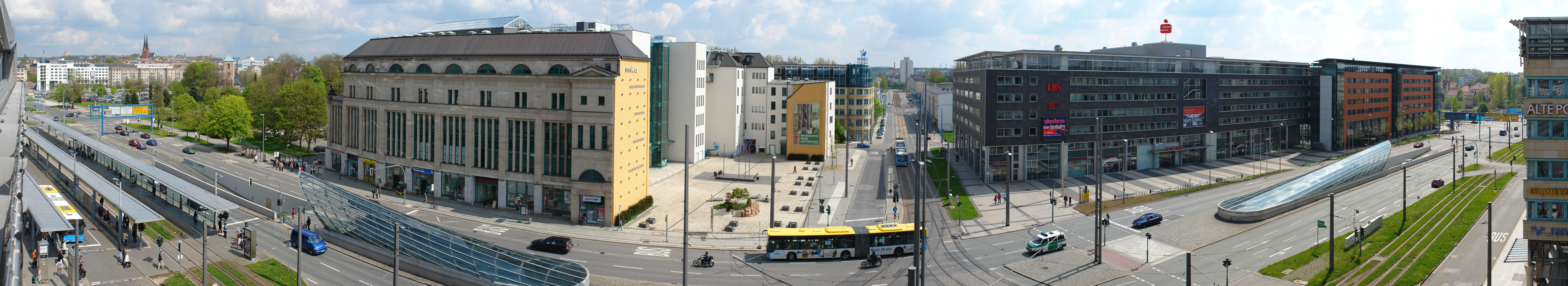
Linke Seite: Das Tietz